# Хагелин, Джон
Джон Хагелин (англ. John Samuel Hagelin; род. 9 июня 1954, Питтсбург, Пенсильвания) — американский физик в области элементарных частиц. Он трижды выдвигался на пост президента Соединенных Штатов, с 1992 по 2000 годы, от Партии природного закона, идейным основателем которой является ученик Махариши Махеш Йоги. Также Дж. Хагелин является лидером Движения трансцендентальной медитации в США.

## Молодость и образование
В 1970, когда Хагелин учился в школе Тафт, его мотоцикл попал в аварию, и на всё его тело наложили гипс. Тогда один из его преподавателей по квантовой механике посоветовал ему обучиться технике Трансцендентальной Медитации, которая сильно повлияла на всю его последующую жизнь.
Хагелин позже закончил Тафт и поступил в Колледж Дартмута. После первого года обучения длительный интерес к Трансцендентальной медитации привел его в институт Витель во Франции, где он прошел курс подготовки учителей Трансцендентальной медитации. Будучи в Дартмуте, он учился на бакалавриате по физике и через три года получил диплом с отличием. Опубликованные работы в физике позволили ему продолжить изучать физику в Гарварде. Он получил степень магистра от Гарварда в 1976 году и доктора философии в 1981 году.

## Исследование Эффекта Махариши
В 1987 и 1989 годах, Хагелин опубликовал две работы в университете Махариши Журнала Управления Современной Науки и Ведической Науки на отношениях между физикой и сознанием. Эти работы рассматривают понимание Ведического сознания как область, и сравнивает это с теориями объединённой области, полученной современной физикой. Хагелин утверждает, что у этих двух областей есть почти идентичные свойства и количественная структура, и он представляет другие теоретические и эмпирические аргументы, что эти две области фактически один и то же самое определённо, что опыт единства в основании ума.
Хагелин представил доказательства этого объяснения, серия исследований на эффектах, которые практики Необыкновенной Медитационной техники и более продвинутой программы ТМ-Sidhi (который включает практику, названную «Относящийся к Йоге Полета»). Это явление называют «Эффектом Махариши». В этих двух газетах он цитирует многочисленные исследования таких эффектов, и летом 1993 года, он провел крупномасштабное исследование того же самого типа. Приблизительно 4 000 добровольцев программы ТМ-Sidhi собрали в Вашингтоне, где они практиковали методы Трансцендентальной медитации два раза в день в группе в течение нескольких недель. Используя данные, полученные из Отдела полиции Округа Колумбия на 1993 год и предшествования пяти годам (1988—1992), Хагелин и сотрудники следовали за изменениями в индексах преступности во время и после этих 6 недель. В 1999 году исследование, которое показало чрезвычайно статистически существенное понижение предсказанного преступления и управляющий для эффектов изменений температуры, было издано в журнале «Social Indicators Research». В течение восьми недель исследования, полного уровня нападений уменьшилось на 23 %, насилий, уменьшилось на 58 %. Количество убийств уменьшилось на 42,8 %.

## Награды
Международная награда Kilby в 1992 году
Джон Хагелин получил Шнобелевскую премию мира 1994 года за его «экспериментальное заключение, что 4 000 йогов вызвали уменьшение уровня преступности на 18 % в Вашингтоне, округ Колумбия».
Махариши Махеш Йоги назначил Хагелина «Раджой Несокрушимой Америки» 19 ноября 2007 года.
В настоящее время Хагелин в роли раджи руководит всеми организациями Махариши в США.

## СМИ
Хагелина приглашали на различные телевизионные программы:
- ABC — Nightline и Politically Incorrect
- NBC — Meet the Press
- CNN — Larry King Live и Inside Politics
- CNBC — Hardball with Chris Matthews
- C-SPAN — Washington Journal и др.[5]

## Книги
- Manual for a perfect government: how to harness the laws of nature to bring maximum success to governmental administration (англ.). — Fairfield, Iowa: Maharishi University of Management, 1998.